# فرودگاه بورنموث
فرودگاه بورنموث (به انگلیسی: Bournemouth Airport) یک فرودگاه خصوصی مسافربری با کد یاتا BOH است که یک باند فرود آسفالت دارد و طول باند آن ۲۲۷۱ متر است. این فرودگاه در شهر بورنموث کشور انگلستان قرار دارد و در ارتفاع ۱۲ متری از سطح دریا واقع شده‌است.

## شرکت‌های هواپیمایی و مقصدهای پروازی
خطوط هوایی زیر به پروازهای چارتی و برنامه‌ریزی شده را به صورت منظم از بورنموث انجام می‌دهند:
| شرکت‌های هواپیمایی | مقصدهای پروازی |
| ----------------- | --- |
| ایزی‌جت سوئیس      | فصلی: ژنو |
| فری‌برد ایرلاینز   | فصلی: دالامان |
| رایان‌ایر          | آلیکانته-الچه، فارو، گرن کناریا، جان پل دوم کراکوف-بالیس، مالاگا، مالت، تنریف جنوبی Seasonal: جیرونا-کاستا براوا، مورسیا-سان یاویر، پالما د مایورکا |
| هواپیمایی TUI     | گرن کناریا، لانزاروته، تنریف جنوبی فصلی: کورفو، ایبیزا، منورکا، ناپل، پالما د مایورکا، پافوس، رود                                                   |